# Keratitis-Ichthyosis-Taubheitssyndrom
Das Keratitis-Ichthyosis-Taubheitssyndrom mit den Hauptkriterien von verhornenden Hautrötungen (Erythrokeratodermie), Innenohrschwerhörigkeit und einer vernarbenden Hornhautentzündung (vaskularisierende Keratitis), ist eine seltene genetisch bedingte Krankheit, die zur Ichthyosis hystrix gezählt werden kann.
Synonyme sind: Ichthyosis hystrix Rheydt; Erythrokeratodermia progressiva Burns; Ichthyosis hystrix gravior, Typ Rheydt; Keratitis-Ichthyosis-Taubheit-Syndrom; Keratitis-Ichthyose-Taubheit/Hystrix-ähnliche Ichthyose-Gehörlosigkeit; KID/HID-Syndrom; Senter-Syndrom; englisch keratitis-ichthyosis-deafness syndrome; KID-Syndrom KID
Die Erstbeschreibung erfolgte im Jahre 1915 durch den US-amerikanischen Hautarzt Frederick S. Burns.

## Ursache und Vererbungsmodus
Als Ursache für die Erkrankung wurden Mutationen in den Genen GJB2-GJB6 auf dem langen Arm des Chromosom 13 (13q11-q12) gefunden.
Sowohl eine autosomal-dominante als auch eine autosomal-rezessive Vererbung wird beschrieben, wobei in vielen Fällen eine Neumutation zugrunde liegt.

## Symptome
An Hornhautveränderungen treten Hornhauttrübung verbunden mit Lichtscheue und Visusverminderung auf. Mögliche Veränderungen an der Haut sind Verhornungsstörungen, Nesselsucht, Hautrötung, Ausschlag, dünne oder fehlende Augenbrauen und Wimpern, schütteres feines Haar bis hin zur Glatzenbildung, verdickte oder hypoplastische Finger- und Zehennägel, vermindertes Schwitzen. Darüber hinaus können Anomalien der Zungenschleimhaut, des Zahnfleischs und der Mundschleimhaut auftreten.
Die Veränderungen am Zentralnervensystem können in einer Agenesie oder Hypoplasie des Kleinhirns mit fehlenden oder verminderten Reflexen und Halbseitenlähmung sowie Innenohrschwerhörigkeit bestehen.
Weitere mögliche Veränderungen sind Hodenektopie oder Kryptorchismus, Megacolon (Morbus Hirschsprung) und Minderwuchs.

## Differentialdiagnose
Abzugrenzen sind:
- Erkrankungen aus der Gruppe der Erythrokeratodermien
- das Clouston-Syndrom
- die Keratosis follicularis spinulosa decalvans
- die Palmoplantarkeratose - kongenitale Alopezie